# Atletica leggera ai Giochi della Francofonia
L'atletica leggera è uno degli sport presenti ai Giochi della Francofonia, manifestazione multisportiva a cadenza quadriennale, di cui fa parte fin dall'edizione inaugurale del 1989.

## Edizioni
| Edizione | Anno | Città                | Nazione        | Data                    | Sede                                     |
| -------- | ---- | -------------------- | -------------- | ----------------------- | ---------------------------------------- |
| I        | 1989 | Casablanca           | Marocco        | 12 - 17 luglio          | Stadio Mohamed V                         |
| II       | 1994 | Bondoufle            | Francia        | 11 - 13 luglio          | Stadio Robert Bobin                      |
| III      | 1997 | Antananarivo         | Madagascar     | 27 agosto - 4 settembre | Mahamasina Municipal Stadium             |
| IV       | 2001 | Ottawa               | Canada         | 19 - 23 luglio          | Terry Fox Stadium                        |
| V        | 2005 | Alessandria d'Egitto | Niger          | 11 - 16 dicembre        | Stadio Generale Seyni Kountche           |
| VI       | 2009 | Beirut               | Libano         | 1° - 6 ottobre          | Stadio Città dello sport Camille Chamoun |
| VII      | 2013 | Nizza                | Francia        | 10 - 14 settembre       | Stadio Charles Ehrmann                   |
| VIII     | 2017 | Abidjan              | Costa d'Avorio | 23 - 27 luglio          | Stadio Félix Houphouët-Boigny            |
| IX       | 2023 | Kinshasa             | RD del Congo   | 31 luglio - 4 agosto    | Stadio dei martiri della Pentecoste      |

## Record

### Maschili
Statistiche aggiornate a Abidjan 2019.
| Specialità             | Prestazione      | Atleta                                                               | Nazione                   | Data              | Luogo                    |
| ---------------------- | ---------------- | -------------------------------------------------------------------- | ------------------------- | ----------------- | ------------------------ |
| 100 m piani            | 10"07 (+0.3 m/s) | Jean-Olivier Zirignon                                                | Costa d'Avorio            | 3 settembre 1997  | Antananarivo, Madagascar |
| 200 m piani            | 20"20 (+1.1 m/s) | Daniel Sangouma                                                      | Francia                   | luglio 1989       | Casablanca, Marocco      |
| 400 m piani            | 44"86            | Shane Niemi                                                          | Canada                    | luglio 2001       | Ottawa, Canada           |
| 800 m piani            | 1'46"53          | Khalid Tighazouine                                                   | Marocco                   | luglio 2001       | Ottawa, Canada           |
| 1 500 m piani          | 3'40"25          | Hassan Ouhrouch                                                      | Marocco                   | luglio 1989       | Casablanca, Marocco      |
| 5 000 m piani          | 13'22"08         | Salah Hissou                                                         | Marocco                   | luglio 1989       | Casablanca, Marocco      |
| 10 000 m piani         | 28'13"54         | Ahmed Baday                                                          | Marocco                   | luglio 2001       | Ottawa, Canada           |
| Mezza maratona         |                  |                                                                      |                           | 2023              | Kinshasa, RD Congo       |
| Maratona               | 2h17'03"         | Rachid Kisri                                                         | Marocco                   | 16 dicembre 2005  | Niamey, Niger            |
| 110 m ostacoli         | 13"55 (-1.1 m/s) | Dan Philibert                                                        | Francia                   | 1994              | Bondoufle, Francia       |
| 400 m ostacoli         | 49"22            | Alejandro Argudín-Zaharia                                            | Romania                   | 1997              | Antananarivo, Madagascar |
| 3 000 m siepi          | 8'16"63          | Elarbi Khattabi                                                      | Marocco                   | luglio 2001       | Ottawa, Canada           |
| Salto in alto          | 2,31 m           | Mark Boswell                                                         | Canada                    | luglio 2001       | Ottawa, Canada           |
| Salto con l'asta       | 5,65 m           | Ferenc Salbert                                                       | Francia                   | luglio 1989       | Casablanca, Marocco      |
| Salto in lungo         | 8,40 m           | Yahya Berrabah                                                       | Marocco                   | 2 ottobre 2009    | Beirut, Libano           |
| Salto triplo           | 17,15 m          | Arius Filet                                                          | Francia                   | luglio 2001       | Ottawa, Canada           |
| Getto del peso         | 20,18 m          | Tomasz Majewski                                                      | Polonia                   | 10 settembre 2013 | Nizza, Francia           |
| Lancio del disco       | 65,10 m          | Jason Tunks                                                          | Canada                    | luglio 2001       | Ottawa, Canada           |
| Lancio del martello    | 79,89 m          | Szymon Ziółkowski                                                    | Polonia                   | luglio 2001       | Ottawa, Canada           |
| Lancio del giavellotto | 78,62 m          | Łukasz Grzeszczuk                                                    | Polonia                   | 12 settembre 2013 | Nizza, Francia           |
| Decathlon              | 8 160 punti      | Mike Smith                                                           | Canada                    | luglio 1989       | Casablanca, Marocco      |
| Marcia 20 km           | 1h22'56"         | Hatem Ghoula                                                         | Tunisia                   | luglio 2001       | Ottawa, Canada           |
| Staffetta 4×100 m      | 38"75            | Max Morinière Daniel Sangouma Jean-Charles Trouabal Bruno Marie-Rose | Francia Squadra nazionale | 18 luglio 1989    | Casablanca, Marocco      |
| Staffetta 4×400 m      | 3'02"20          | Seydou Loum Hachim Ndiaye Alpha Babacar Sall Ibrahima Wade           | Senegal Squadra nazionale | 5 settembre 1997  | Antananarivo, Madagascar |

### Femminili
Statistiche aggiornate a Abidjan 2019.
| Specialità             | Prestazione      | Atleta                                                                | Nazione                   | Data              | Luogo                   |
| ---------------------- | ---------------- | --------------------------------------------------------------------- | ------------------------- | ----------------- | ----------------------- |
| 100 m piani            | 11"14 (+1.9 m/s) | Laurence Bily                                                         | Francia                   | luglio 1989       | Casablanca, Marocco     |
| 200 m piani            | 22"60 (+0.9 m/s) | Marie-José Pérec                                                      | Francia                   | luglio 1989       | Casablanca, Marocco     |
| 400 m piani            | 50"92            | Amy Mbacké Thiam                                                      | Senegal                   | luglio 2001       | Ottawa, Canada          |
| 800 m piani            | 2'00"71          | Malika Akkaoui                                                        | Marocco                   | 24 luglio 2017    | Abidjan, Costa d'Avorio |
| 1 500 m piani          | 4'11"15          | Fatima Aouam                                                          | Marocco                   | luglio 1989       | Casablanca, Marocco     |
| 3 000 m piani          | 13'22"08         | Cristina Misaros                                                      | Romania                   | luglio 1994       | Bondoufle, Francia      |
| 5 000 m piani          | 16'05"59         | Tina Connelly                                                         | Canada                    | luglio 2001       | Ottawa, Canada          |
| 10 000 m piani         | 32'29"14         | Diane Nukuri                                                          | Burundi                   | 13 settembre 2013 | Nizza, Francia          |
| Mezza maratona         |                  |                                                                       |                           | 2023              | Kinshasa, RD Congo      |
| Maratona               | 2h44'00"         | Michèle Leservoisier                                                  | Francia                   | luglio 2001       | Ottawa, Canada          |
| 100 m ostacoli         | 12"92 (-0.3 m/s) | Monique Éwanjé-Épée                                                   | Francia                   | luglio 1989       | Casablanca, Marocco     |
| 100 m ostacoli         | 12"92 (-0.5 m/s) | Perdita Felicien                                                      | Canada                    | 20 luglio 2001    | Ottawa, Canada          |
| 400 m ostacoli         | 54"91            | Nezha Bidouane                                                        | Marocco                   | luglio 2001       | Ottawa, Canada          |
| 3 000 m siepi          | 9'46"82          | Ancuta Bobocel                                                        | Romania                   | 12 settembre 2013 | Nizza, Francia          |
| Salto in alto          | 1,91 m           | Wanita May                                                            | Canada                    | luglio 2001       | Ottawa, Canada          |
| Salto con l'asta       | 4,40 m           | Marion Lotout                                                         | Francia                   | 11 settembre 2013 | Nizza, Francia          |
| Salto in lungo         | 6,68 m           | Anna Jagaciak                                                         | Polonia                   | 12 settembre 2013 | Nizza, Francia          |
| Salto triplo           | 14,62 m          | Cristina Nicolau                                                      | Romania                   | luglio 2001       | Ottawa, Canada          |
| Getto del peso         | 18,25 m          | Krystyna Zabawska                                                     | Polonia                   | luglio 2001       | Ottawa, Canada          |
| Lancio del disco       | 64,53 m          | Nicoleta Grasu                                                        | Romania                   | luglio 2001       | Ottawa, Canada          |
| Lancio del martello    | 75,65 m          | Anita Włodarczyk                                                      | Polonia                   | 13 settembre 2013 | Nizza, Francia          |
| Lancio del giavellotto | 78,62 m          | Lindy Agricole                                                        | Seychelles                | 4 ottobre 2009    | Beirut, Libano          |
| Eptathlon              | 5 719 punti      | Marie Collonvillé                                                     | Francia                   | luglio 2001       | Ottawa, Canada          |
| Marcia 10 km           | 44'32"           | Norica Câmpean                                                        | Romania                   | luglio 2001       | Ottawa, Canada          |
| Marcia 20 km           | 1h37'32"         | Laure Polli                                                           | Svizzera                  | 14 settembre 2013 | Nizza, Francia          |
| Staffetta 4×100 m      | 43"38            | Laurence Bily Patricia Girard Françoise Leroux Marie-Christine Dubois | Francia Squadra nazionale | luglio 1989       | Casablanca, Marocco     |
| Staffetta 4×400 m      | 3'28"97          | Aleksandra Pielużek Aneta Lemiesz Grażyna Prokopek Małgorzata Pskit   | Polonia Squadra nazionale | luglio 2001       | Ottawa, Canada          |